# Phyllodiscus semoni
Phyllodiscus semoni är en havsanemonart som beskrevs av KWIETNIEWSKI 1897. Phyllodiscus semoni ingår i släktet Phyllodiscus och familjen Aliciidae. Inga underarter finns listade i Catalogue of Life.